# Luis Emilio Mena
Luis Emilio Mena (* 12. November 1895 in Santo Domingo; † 15. November 1964 ebenda) war ein dominikanischer Komponist und Musiker.
Mena spielte bereits vierzehnjährig Flöte im Orchester des Colegio Santa Teresita unter Leitung von José de Jesús Ravelo. Im folgenden Jahr wurde er Mitglied des Octeto del Casino de la Juventud und 1916 Professor für Flöte am Liceo Musical. Neben der Flöte spielte er auch Cello, Klavier und Fagott.
Seine erste 1913 entstandene Komposition war die Mazurka La chaquetera Mignon Lucesita (Lucila). 1926 gewann er den Wettbewerb für den Día de la Raza (Kolumbus-Tag) mit dem Pasodoble Alfonso XIII. 1932 gehörte er zu den Gründungsmitgliedern des Orquesta Sinfónica de Santo Domingo, das er bei mehreren Rundfunkkonzerten auch dirigierte. Seine Kompositionen wurden bereits während der 1930er Jahre auch in den USA bekannt.
Menas Tochter Elila Mena wurde als Pianistin bekannt.

## Werke
- La chaquetera Mignon Lucesita, Mazurka, 1913
- Alfonso XIII., Pasodoble, 1926
- Capricho impromtu, 1934
- Invocación, 1934
- Gugú für Flöte und Klavier
- Romanza für Violine und Orchester
- Como un sueño, Suite für Flöte und Klavier
- Fantasía española für Klarinette und Orchester
- Sinfonía giocosa
- Ecos de libertad